# Centa
Centa so gručasto naselje v Krimsko-Mokrškem hribovju v Občini Velike Lašče. Nahaja se južno od Kureščka, na vrhu slemena med grapama potokov Sodnega grabna na zahodu in Podpeči na vzhodu. 
Dostopna je po cesti, ki se od ceste Rob - Kurešček pri Osredku odcepi proti Krvavi Peči. Proti jugu se svet polagoma spušča v Dolgo dolino potoka Uzmanjščice.